# Велики седални мишић
Велики седални мишић (лат. musculus gluteus maximus), један од великих мишића људске ноге, који образује највећи део седалног предела (задњице). По функцији је главни мишић екстензор (опружач) људског кука.